# ألان كلارك (سياسي بريطاني)
ألان كلارك (بالإنجليزية: Alan Clark) هو مؤرخ وكاتب يوميات وسياسي بريطاني، ولد في 13 أبريل 1928 في بادنغتون في المملكة المتحدة، وتوفي في 5 سبتمبر 1999. حزبياً، نشط في حزب المحافظين.

## مناصب
- في الانتخابات العامة في المملكة المتحدة فبراير 1974 [الإنجليزية]‏، انتخب عضو البرلمان السادس والأربعون للمملكة المتحدة عن دائرة بليموث سوتون خلال فترته النيابية ‏ (28 فبراير 1974 – 20 سبتمبر 1974).
- في الانتخابات العامة في المملكة المتحدة أكتوبر 1974 [الإنجليزية]‏، انتخب عضو البرلمان السابع والأربعون للمملكة المتحدة عن دائرة بليموث سوتون خلال فترته النيابية ‏ (10 أكتوبر 1974 – 7 أبريل 1979).
- في الانتخابات العامة للمملكة المتحدة 1979 [الإنجليزية]‏، انتخب عضو البرلمان الثامن والأربعون للمملكة المتحدة عن دائرة بليموث سوتون خلال فترته النيابية ‏ (3 مايو 1979 – 13 مايو 1983).
- في الانتخابات العمومية للمملكة المتحدة 1983 [الإنجليزية]‏، انتخب عضو البرلمان التاسع والأربعون للمملكة المتحدة عن دائرة بليموث سوتون خلال فترته النيابية ‏ (9 يونيو 1983 – 18 مايو 1987).
- في الانتخابات العمومية للمملكة المتحدة 1987 [الإنجليزية]‏، انتخب عضو البرلمان الخمسون للمملكة المتحدة عن دائرة بليموث سوتون خلال فترته النيابية ‏ (11 يونيو 1987 – 16 مارس 1992).
- في الانتخابات العامة في المملكة المتحدة 1997 [الإنجليزية]‏، انتخب عضو البرلمان الثاني والخمسون للمملكة المتحدة عن دائرة كينسينجتون وتشلسي وقد انضم خلال فترته النيابية ‏ (1 مايو 1997 – 5 سبتمبر 1999) للكتلة البرلمانية حزب المحافظين.
- انتخب عضو مجلس الشورى البريطاني.
- انتخب Minister of State for Trade [الإنجليزية]‏ (24 يناير 1986 – 24 يوليو 1989).
- انتخب وزير الدولة للمشتريات الدفاعية [الإنجليزية]‏ (25 يوليو 1989 – 14 أبريل 1992).

## روابط خارجية
- ألان كلارك على موقع IMDb (الإنجليزية)
- ألان كلارك على موقع إن إن دي بي (الإنجليزية)
- ألان كلارك على موقع قاعدة بيانات الفيلم (الإنجليزية)